# Liste des municipalités du Nayarit

Armoiries de l'État de Nayarit

L'État de Nayarit est divisé en 20 municipalités. La capitale est Tepic.

## Liste des municipalités et des codes INEGI associés
Le code INEGI complet de la municipalité comprend le code de l'État - 18 - suivi du code de la municipalité. Exemple : Tepic = 18017. Chaque municipalité comprend plusieurs localités. Ainsi, pour le chef-lieu de la municipalité de Tepic, la ville de Tepic : 180170001.

État de Nayarit

Municipalités du Nayarit

| Code INEGI | Municipalité         | Chef-lieu de municipalité |
| ---------- | -------------------- | ------------------------- |
| 001        | Acaponeta            | Acaponeta                 |
| 002        | Ahuacatlán           | Ahuacatlán                |
| 003        | Amatlán de Cañas     | Amatlán de Cañas          |
| 004        | Compostela           | Compostela                |
| 005        | Huajicori            | Huajicori                 |
| 006        | Ixtlán del Río       | Ixtlán del Río            |
| 007        | Jala                 | Jala                      |
| 008        | Xalisco              | Xalisco                   |
| 009        | Del Nayar            | Jesús María               |
| 010        | Rosamorada           | Rosamorada                |
| 011        | Ruiz                 | Ruiz                      |
| 012        | San Blas             | San Blas                  |
| 013        | San Pedro Lagunillas | San Pedro Lagunillas      |
| 014        | Santa María del Oro  | Santa María del Oro       |
| 015        | Santiago Ixcuintla   | Santiago Ixcuintla        |
| 016        | Tecuala              | Tecuala                   |
| 017        | Tepic                | Tepic                     |
| 018        | Tuxpan               | Tuxpan                    |
| 019        | La Yesca             | La Yesca                  |
| 020        | Bahía de Banderas    | Valle de Banderas         |